# Noorderbegraafplaats (Hilversum)
De Noorderbegraafplaats is een begraafplaats in Hilversum. De begraafplaats, naar een ontwerp van W.M. Dudok, werd in 1929 in gebruik genomen. Het jaar daarop werden de gebouwen (ook door Dudok ontworpen) gerealiseerd. Destijds lag de begraafplaats direct aan de zuidkant van de Westerheide, maar inmiddels zijn aan alle zijden woningen gebouwd.

## Gebouwen
De begraafplaats met aula, dienstwoning en dienstvleugel ligt aan de Laan 1940-1945 in de Nederlandse stad Hilversum. De gebouwen zijn beschermd als rijksmonument, de begraafplaats zelf is nog maar ten dele als ontwerp van Dudok herkenbaar en is niet beschermd. Op de begraafplaats staat een groot aantal bijzondere bomen.
Het complex is ontworpen door de architect Willem Marinus Dudok (1884-1974), aanvankelijk als directeur van Publieke Werken en later (1927) als gemeentearchitect. De ontwerpfase begon in 1925 en bevatte daarna diverse ontwerpen met als eindresultaat het definitieve ontwerp van 1929. De bouw van de aula en bijgebouwen vond plaats in 1930, aan de rand van de toenmalige bebouwde kom in de hei. Met de ingebruikneming op 25 september 1930 konden de begravingen, waarvan de eerste al in 1929 plaatsvond, een waardig accent krijgen.
Van 1994 tot 1996 vond een hoognodige renovatie van de gebouwen plaats onder supervisie van EGM architecten uit Dordrecht. Het oorspronkelijke ontwerp is weer in alle eer hersteld, hoewel de twee standpunten over de door Dudok destijds bedoelde kleur nog botsen.

## Op de algemene begraafplaats begraven
- Hans Brandts Buys, dirigent
- Klaas Dijkstra, morosoof
- Willem Marinus Dudok, architect
- Fons Jansen, kleinkunstenaar
- Herman van Keeken, entertainer
- Halbo C. Kool, dichter
- Emmy Lopes Dias, actrice
- Marie Henri Mackenzie, kunstschilder
- Jan Marginus Somer, hoofd Bureau Inlichtingen in Londen 1943-1945

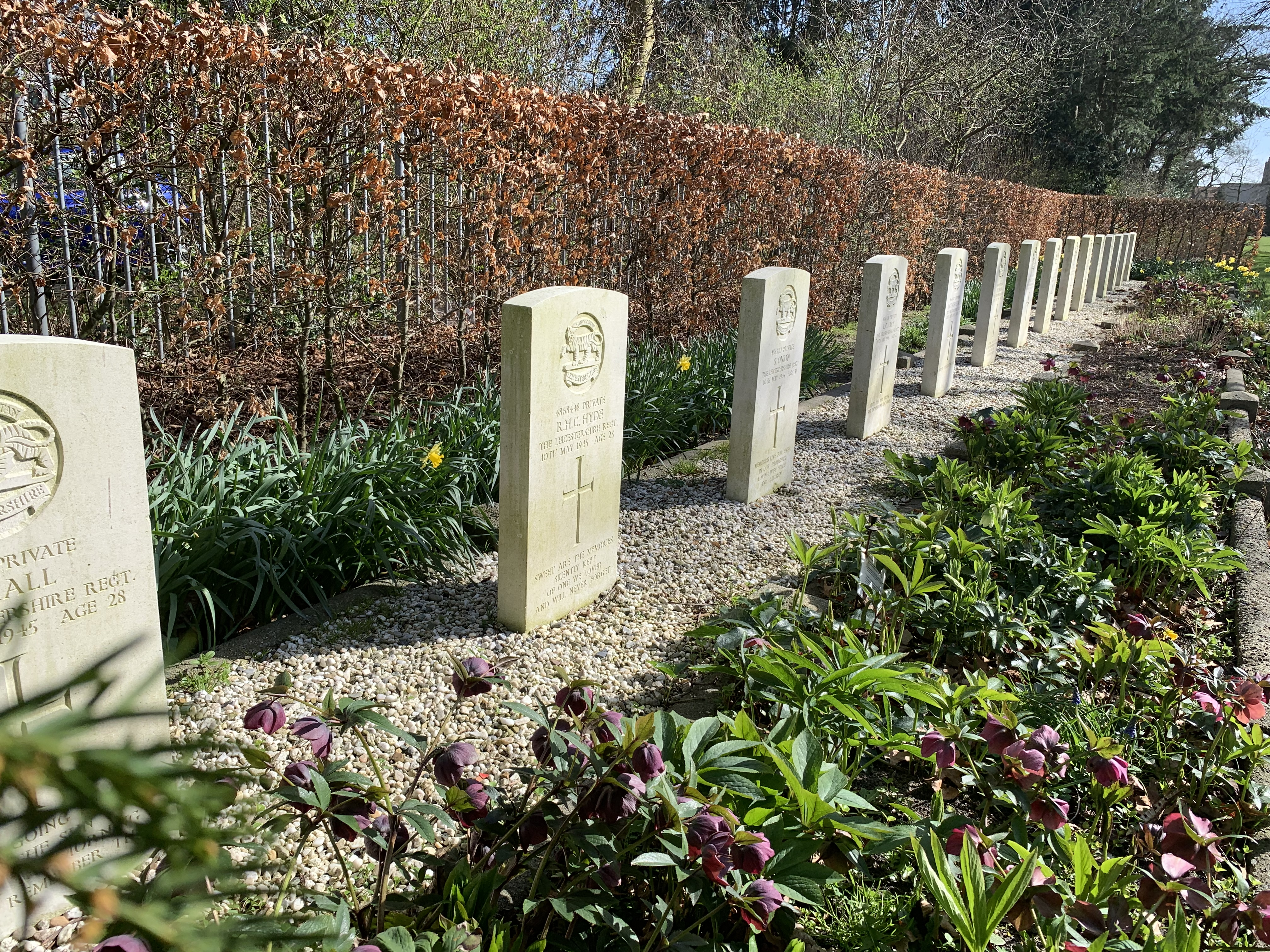
Oorlogsgraven van het Gemenebest

### Polar Bears
Op de Noorderbegraafplaats liggen dertien leden van de Polar Bear Divisie begraven. De Polar Bears waren onderdeel van de Canadese troepen die Hilversum op 7 mei 1945 bevrijdden. Zij hadden de taak om de Duitse troepen te ontwapenen die in de omgeving van Hilversum gelegerd waren. Daarbij voltrok zich drie dagen na de bevrijding op 10 mei een tragedie nabij Paleis Soestdijk waar Duitse troepen hun oorlogstuig kwamen inleveren. Enkele Duitsers laadden een trekker met oorlogstuig uit en gooiden de spullen onder toezicht van Britse militairen op een hoop. Daarbij explodeerde een antitankmijn te midden van de andere munitie. Dertien leden van de Polar Bears werden op slag gedood. Zes anderen raakten ernstig gewond. Ook kwamen enkele Duitse soldaten om, onder wie de man die de mijn op de stapel had gegooid. Twee dagen later werden onder grote belangstelling de lichamen van de dertien Britse soldaten vanuit de Hilversumse Geraniumschool overgebracht naar de Noorderbegraafplaats. In de maanden daarna kwamen nog drie Britse Polars Bearsoldaten om die bij hun kameraden werden begraven.